# Cuts Like a Knife
Cuts Like a Knife es el nombre del tercer álbum de estudio grabado por el cantautor canadiense de rock Bryan Adams. Fue lanzado al mercado por la empresa discográfica A&M Records el 18 de enero de 1983, El disco fue producido por el propio artista, coproducido por Bob Clearmountain. El álbum se convirtió en un gran éxito comercial en Canadá y en los Estados Unidos mientras que fuera de Norteamérica, el álbum no tuvo gran éxito.  Después de la publicación del Reckless el álbum de éxitos en el Reino Unido la lista de álbumes y más tarde gratificada con el disco de Plata por el BPI. Fue grabado en el Little Mountain Sound, en Vancouver, Canadá.
Fueron tres sencillos los que se publicaron para este álbum, los sencillos fueron: "Straight From The Heart", "Cuts Like a Knife" y "This Time"; las tres canciones fueron responsables del inicio de la fama de Adams.

## Música

### Grabación y Producción
La grabación del álbum fue entre el 13 de agosto al 20 de octubre de 1982. La edición empezó el 14 de octubre y así finalizar el 20 de octubre. "Straight from the Heart" fue grabado en el Little Mountain Sound, en Vancouver, Canadá por Bob Clearmountain y Adams, más tarde fue editado en el Le Studio, en Morin- Heights, Canadá. "Straight from the Heart" fue originalmente escrito en 1978, el título de la canción vino de su amigo Eric Kagna. Esta canción fue la última en grabarse para este álbum. Adams no quería realmente que se grabara la canción "This Time" pero Clearmountain insistió en que la canción fuera grabada en el Little Mountain Studio.

### Canciones
"Straight From The Heart" es una canción de rock escrita por Adams y fue publicada en diciembre de 1982 y fue el primer sencillo publicado para este álbum, la cual fue publicada al mes siguiente. Podría decirse que esta es una de las canciones más reconocidas y populares de Adams. La canción alcanzó el Top Ten del Billboard Hot 100 y el lugar 10 y 32 del Mainstream Rock Tracks chart. La canción apareció en todos los álbumes de compilación de Adams con excepción del The Best Of Me.
"Cuts Like a Knife" fue publicada en 1983 y se convirtió en uno de los más grandes éxitos del disco Cuts Like a Knife en las listas de popularidad de Rock Americanas y posiblemente una de las canciones de Adams más reconocidas y populares de los años 80. "Cuts Like a Knife" fue publicado mundialmente en marzo de 1984. La canción alcanzó el Top Ten del Mainstream Rock Tracks en la posición 6 y fue el primer hit en los diez mejores de Adams en el mainstream rock chart, "Cuts Like a Knife" también apareció en las listas del Billboard Hot 100 at 15. "Cuts Like A Knife" fue el primer hit de Adams en la canadiense  singles chart y se mantuvo en ese top 20 por 6 semanas. "Cuts Like a Knife" fue publicado al mes siguiente en Europa, pero no entró a ningún chart.
"This Time" es una canción de rock escrita por Adams y Jim Vallance y fue el tercer sencillo publicado para este álbum. "This Time" fue el primer sencillo de Adams en aparecer en las listas de popularidad en Europa. Mientras aparecía en las listas europeas, después comenzó a ser relanzado en Reino Unido. La canción alcanzó el Top 30 en el Billboard en el Mainstream Rock Tracks chart fue 21, y en el Billboard Hot 100 fue la posición 24.

## Publicación y recepción
El álbum avanzado de Adams Cuts Like a Knife coproducido por Adams y Bob Clearmountain, alcanzó la posición 8 en el Billboard 200. El álbum fue publicado en enero de 1983 e incluyó los grandes éxitos como: "Straight From The Heart", "This Time" y "Cuts Like a Knife". "Cuts Like a Knife" y "Straight from the Heart" fueron nominados al Juno Award para el sencillo del Año, "Cuts Like a Knife" ganó por su parte el premio al Compositor del Año.
En Canadá "Cuts Like a Knife" fue certificado tres veces con el Platino fue tal la popularidad que en Estados Unidos fue gratificado con el Disco de Platino
Cuts Like a Knife incluía los éxitos "Straight from the Heart", "This Time", "Cuts Like a Knife", "I'm Ready", "The Only One" y "Take Me Back". Todo los sencillo fueron acompañados de su video. El primero de los tres sencillo estuvo en el Billboard Hot 100, mientras que "Straight from the Heart" alcanzó a ser de los diez mejores. "Cuts Like a Knife" se convirtió en el más exitoso sencillo del álbum Cuts Like a Knife al momento de su publicación en las listas de popularidad, alcanzando el número 15 en el Billboard Hot 100 y alcanzando la 6.ª posición en el mainstream rock chart.

## Cuts Like a Knife Tour
El Cuts Like a Knife Tour empezó en al Oriente de Canadá. En marzo, Adams inició su paso por los Estados Unidos, después de 5 meses Adams ya tenía más de 100 fechas de presentaciones. Después junto con él en Reino Unido, se incorporó una banda de rock progresivo llamada Supertramp en su tour en Norteamérica. Él entonces viajó a Vancouver donde tocaron en vivo para más de 30 000 fanes. Después fueron hasta Europa durante seis semanas en un Tour Acústico. Toco en 6 países diferentes. En noviembre de 1983 Adams fue a Japón a encabezar su propio tour. Hasta ese momento Adams había viajado por 283 días. Adams apoyo a The Police cuando él estaba en Australia y Nueva Zelanda.

## Lista de canciones
| N.º | Título                     | Escritor(es)            | Duración |  |
| 1.  | «The Only One»             | Adams · Vallance        | 3:14     |  |
| 2.  | «Take Me Back»             | Adams · Vallance        | 4:41     |  |
| 3.  | «This Time»                | Adams · Vallance        | 3:18     |  |
| 4.  | «Straight From The Heart»  | Adams · Kagna           | 3:30     |  |
| 5.  | «Cuts Like a Knife»        | Adams · Vallance        | 5:16     |  |
| 6.  | «I'm Ready»                | Adams · Vallance        | 3:58     |  |
| 7.  | «What's It Gonna Be»       | Adams · Vallance        | 3:39     |  |
| 8.  | «Don't Leave Me Lonely»    | Adams · Carr · Vallance | 2:58     |  |
| 9.  | «Let Him Know»             | Adams · Vallance        | 3:11     |  |
| 10. | «The Best Was Yet to Come» | Adams · Vallance        | 3:04     |  |

## Créditos y personal
- Bryan Adams - Voz, Guitarra, Piano
- Jim Vallance - Percusiones, Piano Eléctrico en "The Best Was Yet to Come"
- Mickey Curry - Batería
- Tommy Mandel - Órgano, sintetizador
- Keith Scott - Guitarra, coros y segunda voz
- Dave Taylor - Bajo
- Alfa Anderson - Coros y segunda voz
- Lou Gramm de Foreigner - Segunda voz y coros